# Kewe Eitrem
Karin (Kewe) Eitrem, född 16 oktober 1916 i Trelleborg, död 16 mars 2014, var en svensk målare.
Eitrem började teckna och måla redan i ungdomsåren, hon genomgick ett flertal konstskolor och studerade även konst under resor i utlandet. Hon har medverkat i ett stort antal separat och samlingsutställningar. Vid sidan av sitt eget skapande har hon arbetat som bildlärare vid Medborgarskolan och under ett flertal år i Vellingeblocket.